# 雲軌

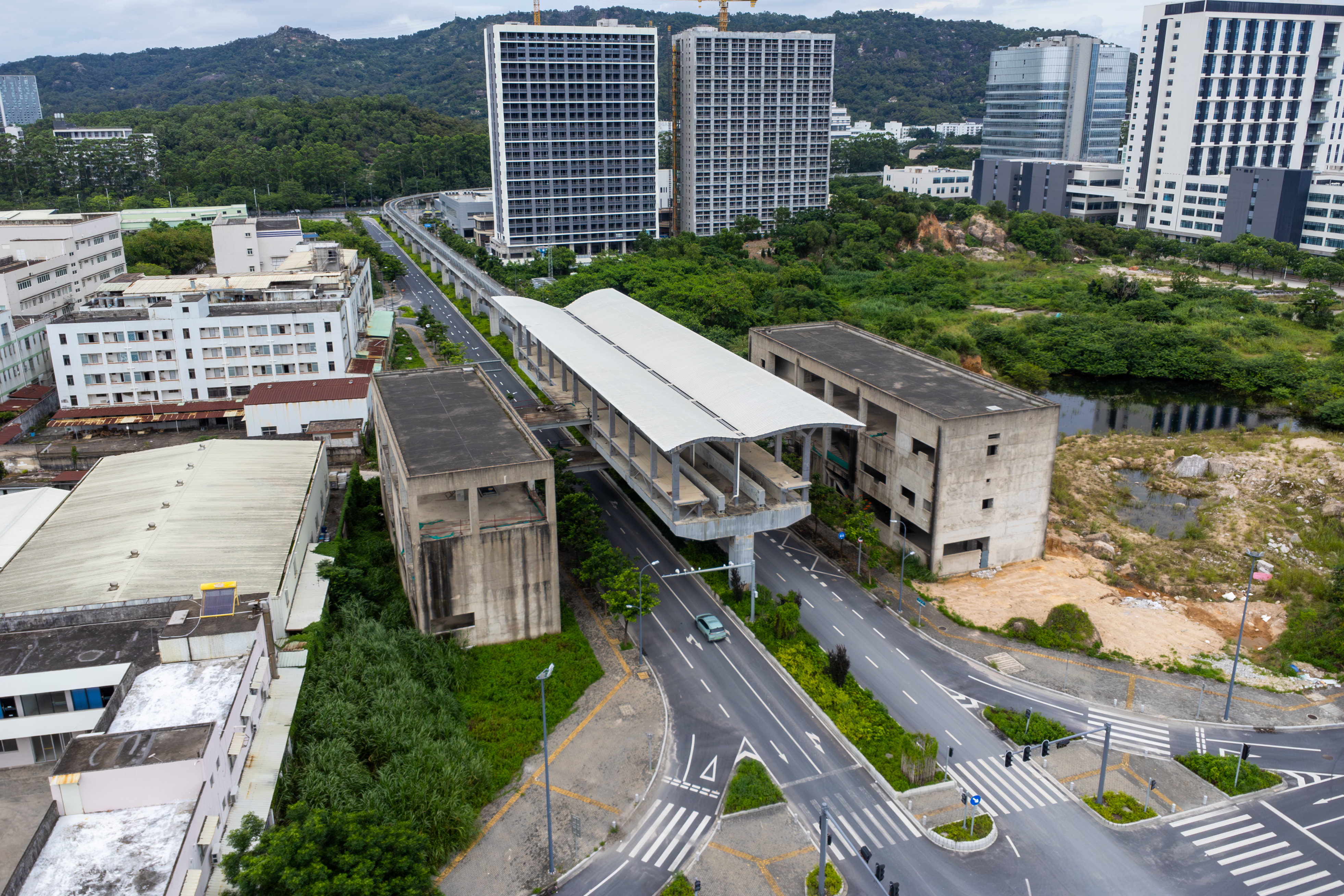
已烂尾的汕头云轨

雲軌（英語：Sky Rail）是中国制造商比亞迪自行研發的跨座式单轨中运量交通系统，每小时运能（单向）为1万人至3万人，最高时速达每小时80公里，据称有“建设工期短、建设成本低、地形适应能力强”等特点，可广泛用于中小城市的骨干线和大中城市的加密线及商务区、游览区等线路。目前，银川花博园线是深圳比亚迪园区之外中国唯一一条正式商业运营的云轨线。广安、济宁、蚌埠、桂林等地的云轨线路则处于停工状态。在建的有圣保罗地铁17号线。

## 历史
2016年10月13日，比亚迪宣布历时5年，投资50亿元研发的跨座式单轨“云轨”在深圳举行全球首发仪式，首条云轨线设于深圳比亚迪园区内，设发车大楼、轻轨院、研发公寓、六角大楼、2号门、1号食堂、检测中心7个站点。
2017年4月18日，作为第九届中国花卉博览会重点项目，比亚迪首条商用“云轨”花博园旅游专线在银川花博园开工，8月31日正式通车，“云轨”银川花博园段由单根轨道组成环线，设有8个车站，总长5.67公里。
2017年，国家发改委开始收紧对地方城市轨道项目的审批，由于“云轨”运量等同于轻轨，申报建设门槛大幅提高，各地“云轨”项目纷纷被叫停或搁置。
2022年，比亚迪为巴西圣保罗地铁17号线打造的云轨车辆正式下线。